# Фред Флинтстоун
Фредерик Джозеф «Фред» Флинтстоун (англ. Fred Flintstone) — персонаж серии мультфильмов и компьютерных игр о приключениях семьи Флинтстоунов. Впервые появился в мультсериале «Флинтстоуны» в пилотном эпизоде The Flintstone Flyer, который был показан 30 сентября 1959 года на телеканале ABC.

## Персонаж

### Создание
Образ Фреда Флинтстоуна был вдохновлен персонажами телесериалов  «Новобрачные» и «Жизнь Райли», соответственно Ральфом Крэмденом и Честером Райли, роли которых в разное время исполнял Джеки Глисон. Как и Ральф, Фред склонен повышать тон в разговоре, весьма вспыльчив, нетерпелив и постоянно придумывает забавные способы улучшить жизнь своей семьи, которые как правило выходят ему боком. Несмотря на свою грубость, он предан своей семье и обладает любящим сердцем, не держит ни на кого зла и пытается помочь окружающим, что прослеживается в крепкой дружбе с его соседом Барни Рабблом.
Кроме образов Джеки Глисона, прототипами Фреда можно считать такие персонажи ситкомов, как Арчи Банкер из «Все в семье», Джордж Джефферсон из сериала «Джефферсоны», Мэл Шарплс из сериала «Алиса» и Фрэнк де Фазио из ситкома «Лаверна и Ширли».
Изначально на роль озвучания Фреда пробовался Джордж О'Хэнлон, который позже озвучивал Джорджа Джетсона из мультсериала Джетсоны, но в итоге был выбран Алан Рид, который озвучивал персонажа вплоть до своей смерти в 1977 году (кроме короткого пилотного эпизода в записи 1973 года).
Коронная фраза Фреда «Ябба-Дабба-Ду!» (англ. Yabba Dabba Doo!) была привнесена Аланом Ридом (в оригинальном сценарии Фред должен был произносить простое «yahoo»), которая, как он сам говорил, была вдохновлена его матерью, когда приговаривала «A little dab'll do ya» (рус. Небольшой мазок тебе поможет), которая вероятно взята из слогана крема для волос Brylcreem.

### Личность
На протяжении всего оригинального сериала, а также в сериале-продолжении «Дети Флинтстоуны» (англ. The Flintstone Kids) некоторые факты из прошлого и настоящего Флинтстоунов противоречат друг другу. Так, например, в продолжении сериала утверждается, что Фред и Уилма знакомы с детства, тогда как в оригинальном сериале целая серия посвящена их знакомству, и произошло оно в юношестве.
Фред	— пещерный человек из каменного века; является типичным представителем среднего-рабочего класса (синий воротничок); живёт в вымышленном городке Бедрок (англ. Bed Rock) и работает в каменоломне водителем подобия крана из бронтозавра. Во многих эпизодах можно видеть, что Фред считается одним из лучших работников каменоломни и им дорожит его босс Мистер Слейт.
Интересы Фреда включают в себя боулинг, бильярд, покер, бридж, гольф, кемпинг и лежать в гамаке у дома. Также было показано, что Фред любит что-нибудь изобретать в своём гараже. Фред склонен к азарту и игромании: в ранних эпизодах было показано, как Фред проигрывал немалые суммы в различных ставках.
Несмотря на своё упитанное телосложение, можно отметить некоторые успехи Фреда в различных видах спорта. Фред выиграл чемпионат по боулингу. Также Фред великолепно играет в гольф: один раз он выигрывает по гольфу чемпионат ради Барни. В ранних сезонах утверждается, что Фред играл в школьной команде по американскому футболу, а также было показано, что он не умеет играть в бейсбол, хотя позже овладел и этой игрой.
Фред очень импульсивный и вспыльчивый. Он также невезучий и может из маленького пустяка сделать большую путаницу. Несмотря на свои недостатки, Фред очень дружелюбный и всегда приходит на помощь нуждающемуся.
Коронная фраза Фреда — «Ябба-Дабба-Ду!» (англ. Yabba Dabba Doo!), которую он произносит в моменты наивысшей радости.
У Фреда есть собственная машина. Его часто можно видеть за рулём этого транспортного средства.

### Семья и отношения
У Фреда есть жена Вилма Флинтстоун, с которой он познакомился на курорте, когда подрабатывал посыльным, и дочка Пебблс Флинтстоун (появилась в третьем сезоне). Также Флинтстоуны дружат семьями со своими соседями Барни и Бэтти Рабблами. Фред недолюбливает свою тёщу, хотя после рождения Пебблс, их отношения немного сглаживаются.
В оригинальном сериале было показано, что родственники Флинтстоунов происходят из Кэмп Мастодонт, доисторического штата Арканстоун, где они враждовали с семьей Хэтроков (отсылка к реальному конфликту между Хэтфилдами и Маккоями, происходившему  с 1878 по 1891 год в США). Также было показано, что у Фреда немало богатых родственников из Техаса.

## Появления в культуре
Фред появлялся в других мультфильмах, видеоиграх, а также использовался в качестве рекламы.
- На протяжении многих лет Фред Флинтстоун (а также другие персонажи шоу) был использован для рекламы австралийской компании Amber, специализировавшейся на продаже брусчатки и плитки. В некоторых рекламных роликах фразой Фреда была «Только плитка от компании Amber подойдёт Вам».
- Фред и Барни появлялись в качестве приглашённых звезд в мультсериале Yogi’s Space Race.
- Фред также фигурирует в некоторых эпизодах мультсериала «Скуби-Ду на Олимпийских играх» в качестве гостя[8].
- Статуя Фреду и Барни появляется в художественном музее в одном из эпизодов мультсериала Top Cat.
- Фред Флинтстоун появился в мультсериале «Джонни Браво» в эпизоде «Страница прямо из истории»; его озвучивал Джефф Бергмана. В этом эпизоде Фред спас предка Джонни Браво (носившего то же имя) и теперь Джонни служит доброму Фреду, работая на него.
- Фред и Барни появлялись как гости в видеоролике под названием Kids for Character.
- Фред, Вилма и Пебблс появились в заставке серии Kamp Krusty мультсериала «Симпсоны».
- Фред появился в одном из эпизодов мультсериала «Гриффины».
- Фред появился в кроссоверской серии Гриффинов и Симпсонов «The Simpsons Guy» как судья.[источник не указан 329 дней]
- Фред является главным героем большинства игр о Флинтстоунах (например, The Flintstones: The Rescue of Dino & Hoppy[9] или The Flintstones[10]). Хотя в некоторых играх представлена возможность выбирать между двумя персонажами — Фредом и Барни (The Flintstones: The Surprise at Dinosaur Peak![11]).

## В кино
В фильме «Флинтстоуны» роль Фреда исполнил Джон Гудмен, а в его продолжении, «Флинтстоуны в Рок-Вегасе», Марк Эдди

## Критика и восприятие
Фред Флинтстоун занял 3-е место в рейтинге 10 лучших персонажей, созданной студией Hanna-Barbera.